# Önkihordó pótkocsi

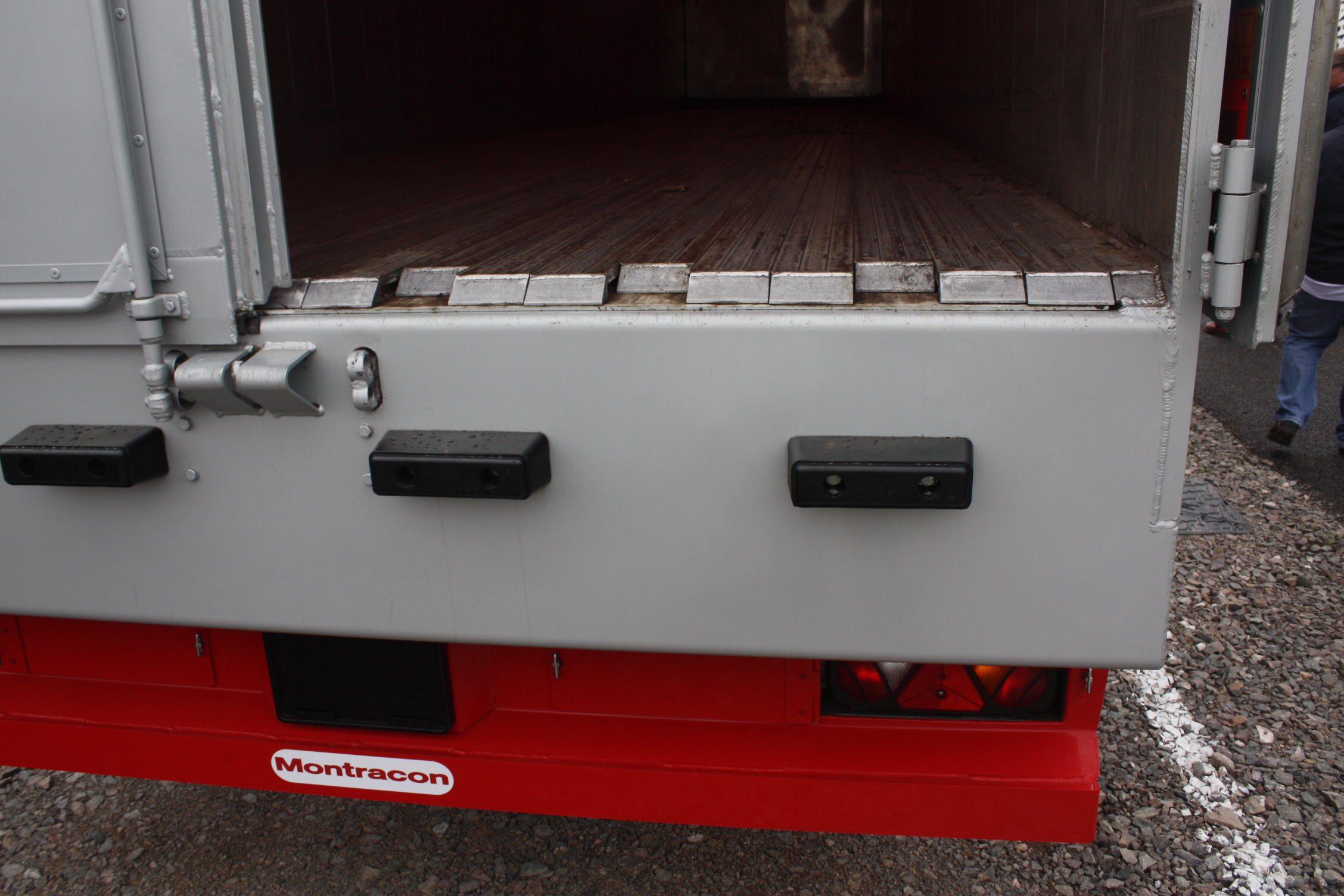
Padlóelemek egy önkihordó félpótkocsiban

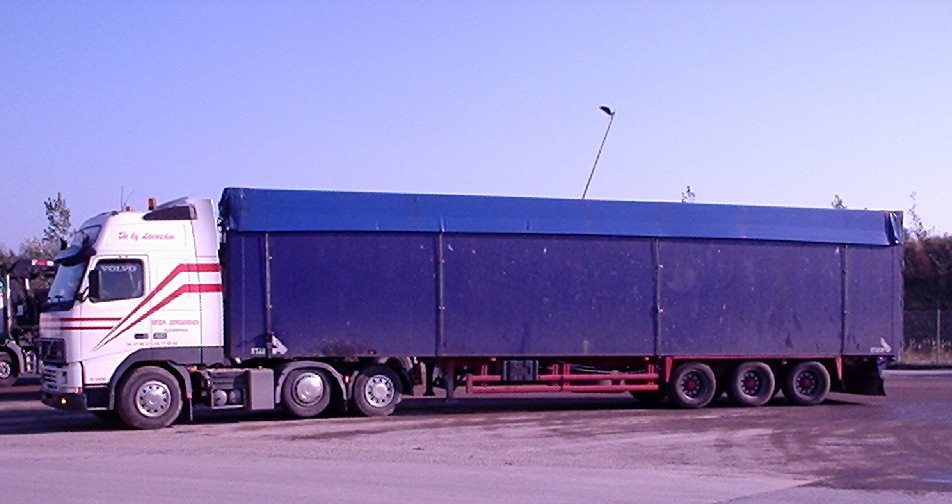
Volvo FH12 mozgópadlós pótkocsival

Az önkihordó (vagy mozgóplató, mozgópadló) egy hidraulikusan hajtott anyagmozgató rendszer ömlesztett anyag vagy raklapos termékek mozgatásához, amelyet raktárban, rakodó dokkban vagy félpótkocsiban lehet használni. Automatizálja és megkönnyíti a raklapon lévő áruk be- és kirakodását azáltal, hogy mellőzhető a villás targonca behajtása a pótkocsiba. Teherautó alapú alkalmazások esetén a rendszer gyorsan kirakodhatja a laza anyagot anélkül, hogy a platót meg kellene billenteni, ellentétben a billenőplatós pótkocsikkal. Ömlesztett anyag szállításakor, például hulladékkezelő létesítménynél, ezek a rendszerek csökkenthetik a kettős kezelést azáltal, hogy lehetővé teszik bármely járműnek, hogy anyagot szállítson a szállítópadlóra, és nehéz ömlesztett anyagokat továbbítson a folyamat következő szakaszaiba. Zsákolt hulladékok esetén a rendszer zsáknyitókkal is kombinálható. 

## Működése
A mozgó padló három keskeny padlólemez sorozatra oszlik, és minden harmadik léc össze van kapcsolva. Egy hidraulikus hajtómű, előre vagy hátra egyaránt képes mozgatni a tagokat. Ha az összes padlóléc egy irányba mozog, a rakomány a megfelelő irányba mozdul el. A lécek visszahúzása (amelynek során a rakomány nem mozog) egyszerre csak egy léckészlet mozgatásával érhető el. (A két helyhez kötött léccsoport súrlódása megakadályozza a rakomány mozgását, míg egyetlen léckészlet váltakozva elcsúszik.) 

## Félpótkocsikban
Általában a félpótkocsi tartalmaz egy mozgatható elülső falat, amelynek alján található gumicsík a padlóra nyúlik, amelyre az anyagot berakják. A laza anyag kirakodásakor ez biztosítja, hogy semmi ne maradjon hátra, így a rakfelület kiseprésére sincs szükség. 
Körülbelül 5-15 percig tart egy teljes 13 méteres pótkocsi kirakodása, kevesebb munkaerőt, berendezést és időt igényel, mint a rendszer nélkül. A rendszer lehetővé teszi a kirakodást a pótkocsival megegyező magasságú csarnokokba, raktárakba. Hagyományos billenőplatóval ez általában nem lehetséges.

## Fordítás
Ez a szócikk részben vagy egészben  a   Moving floor című angol Wikipédia-szócikk ezen változatának fordításán alapul.  Az eredeti cikk szerkesztőit annak laptörténete sorolja fel. Ez a jelzés csupán a megfogalmazás eredetét és a szerzői jogokat jelzi, nem szolgál a cikkben szereplő információk forrásmegjelöléseként.